# 영아의 고백
영아의 고백은 1978년 공개된 대한민국의 영화이다.

## 배역
- 김자옥
- 신성일
- 엄유신
- 유장현
- 전호진